# پیرامید (کوه)
پیرامید (به اسپانیایی: Pirámide) یک کوه در پرو است که در منطقه انکاش واقع شده‌است. پیرامید ۵٬۸۸۵ متر بالاتر از سطح دریا واقع شده‌است.